# 알바니아의 벙커

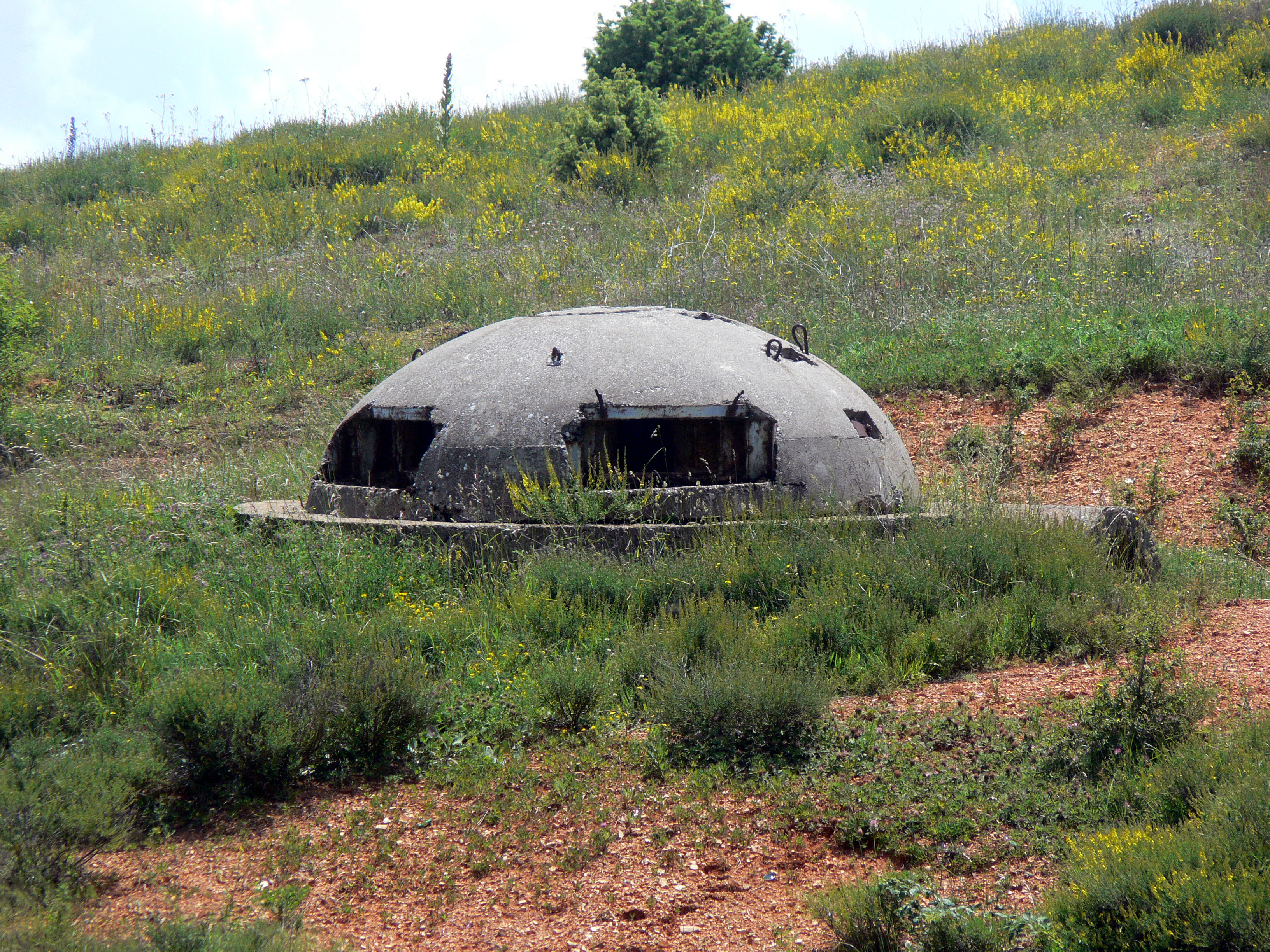
엔베르 호자의 통치 기간 동안 알바니아에 건설된 75만 개가 넘는 벙커 중 하나

알바니아에서는 콘크리트 군사 벙커를 흔히 볼 수 있으며, 1제곱킬로미터당 평균 5.7개의 벙커가 있다. 벙커(알바니아어: bunkerët)는 1960년대부터 1980년대까지 엔베르 호자의 호자주의 정부 때 건설되었는데, 당시 정부는 750,000개가 넘는 벙커를 건설하여 알바니아를 요새화했다.
엔베르 호자의 "벙커화"(알바니아어: bunkerizimi) 계획은 당시 알바니아 사회주의 인민공화국의 산길에서 도시 거리에 이르기까지 알바니아 곳곳에 벙커를 건설하는 결과를 낳았다. 호자가 통치하는 동안 벙커는 본래의 목적대로 사용되지 않았다. 벙커를 건설하는 데 드는 비용은 알바니아의 자원을 고갈시켜 나라의 주택 부족과 열악한 도로 문제를 해결하는 데 쓰이지 못하게 되었다.
1992년 공산주의 정부가 해체된 후 벙커는 버려졌다. 일부는 1997년 알바니아 폭동과 1999년 코소보 전쟁에서 사용되었다. 대부분은 현재 버려졌지만 일부는 숙박 시설, 카페, 창고, 동물 보호소, 노숙자 보호소 등 다양한 목적으로 재사용되고 있다.